# 池田政弘
池田 政弘（いけだ まさひろ）は、江戸時代前期の旗本。通称は権之助。

## 略歴
万治2年（1659年）池田政種の子として誕生。幼名は勝八郎。
天和3年（1683年）7月30日、遺跡を継ぐ。
元禄9年（1696年）4月6日、38歳で死去。跡を末期養子・清勝が継いだ。

## 系譜
- 父：池田政種（1637-1683）
- 母：不詳
- 室：池田恒元の娘
- 生母不明の子女
  - 女子：池田綱清の養女 - 蜂須賀吉武正室
- 養子
  - 男子：池田清勝（1686-1696） - 池田光仲の五男